# Liste de l'observatoire mondial des monuments (1998)
Pour les articles homonymes, voir Liste de l'observatoire mondial des monuments.
Cet article recense les sites concernés par l'observatoire mondial des monuments en 1998.

## Généralités
L'observatoire mondial des monuments (World Monuments Watch en anglais) est le programme principal du Fonds mondial pour les monuments (World Monuments Fund), une organisation non gouvernementale à but non lucratif basée à New York, aux États-Unis. Cet observatoire a pour but d'identifier et de préserver les biens culturels importants en danger.
Tous les deux ans depuis 1996, le programme publie la liste des 100 sites les plus en danger, nécessitant des efforts de protection et de financement urgents. Ces sites sont proposés par les gouvernements, des organismes privés actifs dans le domaine patrimonial ou des individus. La liste est produite par un panel d’experts internationaux en architecture, archéologie, histoire de l'art et préservation ou restauration de sites patrimoniaux.

## Liste
| Site                                                                    | Lieu                                              | Pays               | Photo |
| ----------------------------------------------------------------------- | ------------------------------------------------- | ------------------ | ----- |
| Vieille ville d'Hérat                                                   | Hérat                                             | Afghanistan        |       |
| Buthrote                                                                | Sarandë                                           | Albanie            |       |
| Prison d'Ushuaïa                                                        | Ushuaïa, Terre de Feu                             | Argentine          |       |
| Colonie de Wortel                                                       | Hoogstraten, Anvers                               | Belgique           |       |
| Maison de la Radio                                                      | Bruxelles                                         | Belgique           |       |
| Tour et Taxis                                                           | Bruxelles                                         | Belgique           |       |
| Palais royaux d'Abomey                                                  | Abomey                                            | Bénin              |       |
| Églises d'Arani et Callapa                                              | Arani et Callapa                                  | Bolivie            |       |
| Tours funéraires du Río Lauca                                           | Département d'Oruro                               | Bolivie            |       |
| Počitelj                                                                | Čapljina                                          | Bosnie-Herzégovine |       |
| Cavalier de Madara                                                      | Madara, Shumen                                    | Bulgarie           |       |
| Temple de Jayavarman VII                                                | Banteay Chhmar, Thmar Puok                        | Cambodge           |       |
| Golfe de Georgia Cannery                                                | Richmond, Colombie-Britannique                    | Canada             |       |
| Gare d'Alameda                                                          | Santiago du Chili                                 | Chili              |       |
| Tulor                                                                   | San Pedro de Atacama                              | Chili              |       |
| Manoir Namseling                                                        | Près de Shannan, Tibet                            | Chine              |       |
| Monastère de Palpung                                                    | Babang, Sichuan                                   | Chine              |       |
| Xiannongtan                                                             | Pékin                                             | Chine              |       |
| Bibliothèque du monastère franciscain de Dubrovnik                      | Dubrovnik                                         | Croatie            |       |
| Palais ducal de Zadar                                                   | Zadar                                             | Croatie            |       |
| Cimetière de la Reina                                                   | Cienfuegos                                        | Cuba               |       |
| Temple des millions d'années d'Amenhotep III                            | Louxor                                            | Égypte             |       |
| Moulins de Majorque                                                     | Majorque                                          | Espagne            |       |
| Bodie                                                                   | Californie                                        | États-Unis         |       |
| Comté de Lancaster                                                      | Pennsylvanie                                      | États-Unis         |       |
| Fort Apache                                                             | Arizona                                           | États-Unis         |       |
| Parc national de Mesa Verde                                             | Comté de Montezuma, Colorado                      | États-Unis         |       |
| South Pass                                                              | Wyoming                                           | États-Unis         |       |
| Salle de banquet du palais de Mentewab                                  | Gondar                                            | Éthiopie           |       |
| Ville portuaire historique de Levuka                                    | Ovalau                                            | Fidji              |       |
| Galerie des Actions de Monsieur le Prince, château de Chantilly         | Chantilly, Oise                                   | France             |       |
| Île James                                                               | Île James                                         | Gambie             |       |
| Centre historique de Tbilissi                                           | Tbilissi                                          | Géorgie (pays)     |       |
| Ensemble historiques de soins thermaux                                  | Balatonfüred                                      | Hongrie            |       |
| Fort de Jaisalmer                                                       | Jaisalmer, Rajasthan                              | Inde               |       |
| Ville fortifiée d'Ahmedebad                                             | Ahmedabad, Gujarat                                | Inde               |       |
| Gemeindehaus                                                            | Colonie allemande, Haïfa                          | Israël             |       |
| Mosquée Blanche                                                         | Ramla                                             | Israël             |       |
| Arc de Trajan                                                           | Ancône, Marches                                   | Italie             |       |
| Basilique souterraine de la porte Majeure                               | Rome, Latium                                      | Italie             |       |
| Cellules de Terra del Sole                                              | Castrocaro Terme e Terra del Sole, Émilie-Romagne | Italie             |       |
| Églises rupestres des Pouilles et ville de Matera                       | Matera, Pouilles                                  | Italie             |       |
| Jardin botanique de Padoue                                              | Padoue, Vénétie                                   | Italie             |       |
| Limonaia du jardin de Boboli et jardins de la villa Medicea di Castello | Florence, Toscane                                 | Italie             |       |
| Palais Doria-Pamphili                                                   | Valmontone, Latium                                | Italie             |       |
| Site archéologique de Pompéi                                            | Pompéi, Campanie                                  | Italie             |       |
| Tombeaux étrusques peints de Tarquinia                                  | Tarquinia, Latium                                 | Italie             |       |
| Old Iron Bridge                                                         | Spanish Town                                      | Jamaïque           |       |
| Pétra                                                                   | Gaia                                              | Jordanie           |       |
| Vat Sisakhet                                                            | Vientiane                                         | Laos               |       |
| Vallée de l'Abava                                                       | Kurzeme                                           | Lettonie           |       |
| Site archéologique d'Enfeh                                              | Enfeh                                             | Liban              |       |
| Hôtel de ville de Vilnius                                               | Vilnius                                           | Lituanie           |       |
| Front de rivière de Kampung Cina                                        | Kuala Terengganu                                  | Malaisie           |       |
| Mnajdra                                                                 | Qrendi                                            | Malte              |       |
| Carolina Hacienda                                                       | Chihuahua                                         | Mexique            |       |
| Habitations rupestres de Madera                                         | Madera, Chihuahua                                 | Mexique            |       |
| Monastères San Juan Bautista                                            | Tetela del Volcán et Tlayacapan, Morelos          | Mexique            |       |
| Palacio de Bellas Artes                                                 | Mexico                                            | Mexique            |       |
| Temple de Quetzalcoatl, Teotihuacan                                     | San Juan Teotihuacán, Mexico                      | Mexique            |       |
| Vega De La Peña                                                         | Filobobos, Veracruz                               | Mexique            |       |
| Palais d'hiver du Bogdo Khan                                            | Oulan-Bator                                       | Mongolie           |       |
| Gompas du Haut-Mustang                                                  | Lo Mantang, district de Mustang                   | Népal              |       |
| Architecture de bois de Trondheim                                       | Trondheim                                         | Norvège            |       |
| Cathédrale de Masaka                                                    | Masaka                                            | Ouganda            |       |
| Uch                                                                     | Uch, Pendjab                                      | Pakistan           |       |
| Fort San Gerónimo                                                       | Portobelo                                         | Panama             |       |
| Fort San Lorenzo                                                        | Portobelo                                         | Panama             |       |
| Apurlec                                                                 | District de Motupe, province de Lambayeque        | Pérou              |       |
| El Cuarto del Rescate                                                   | Cajamarca                                         | Pérou              |       |
| Quinta Heeren                                                           | Lima                                              | Pérou              |       |
| Basilique San Sebastian                                                 | Manille                                           | Philippines        |       |
| Grottes des momies de Kabayan                                           | Kabayan, Benguet                                  | Philippines        |       |
| Église de Debno                                                         | Nowy Targ                                         | Pologne            |       |
| Fort Wisłoujście                                                        | Gdańsk                                            | Pologne            |       |
| Centre historique de Prague                                             | Prague                                            | République tchèque |       |
| Chapelle de Dieu le Père                                                | Kutná Hora                                        | République tchèque |       |
| Château de Nebílovy                                                     | Nebílovy                                          | République tchèque |       |
| Paysage culturel de Lednice-Valtice                                     | Lednice et Valtice                                | République tchèque |       |
| Église Szent Imre de Ghelința                                           | Ghelința                                          | Roumanie           |       |
| Monastère de Gorton                                                     | Manchester, Angleterre                            | Royaume-Uni        |       |
| Saint Vincent Street Church                                             | Glasgow, Écosse                                   | Royaume-Uni        |       |
| Temple de Mussenden                                                     | Castlerock, Irlande du Nord                       | Royaume-Uni        |       |
| Tour de Hadlow                                                          | Tonbridge, Angleterre                             | Royaume-Uni        |       |
| Centre historique d'Irkoutsk                                            | Irkoutsk                                          | Russie             |       |
| Paanajärvi                                                              | République de Carélie                             | Russie             |       |
| Palais Alexandre                                                        | Pouchkine, Saint-Pétersbourg                      | Russie             |       |
| Palais Elaguine                                                         | Saint-Pétersbourg                                 | Russie             |       |
| Pavillon d'Agate, palais Catherine                                      | Pouchkine, Saint-Pétersbourg                      | Russie             |       |
| Rusakov Club                                                            | Moscou                                            | Russie             |       |
| Suchitoto                                                               | Département de Cuscatlán                          | Salvador           |       |
| Maison Hell                                                             | Banská Štiavnica                                  | Slovaquie          |       |
| Cathédrale d'Ani                                                        | Ani                                               | Turquie            |       |
| Église du Saint-Sauveur d'Ani                                           | Ani                                               | Turquie            |       |
| Patara                                                                  | Kaş                                               | Turquie            |       |
| Sainte-Sophie                                                           | Istanbul                                          | Turquie            |       |
| Chersonèse                                                              | Sébastopol                                        | Ukraine            |       |
| Église San Francisco de Coro                                            | Santa Ana de Coro                                 | Venezuela          |       |
| Mỹ Sơn                                                                  | Province de Quảng Nam                             | Viêt Nam           |       |
| Shibam                                                                  | Gouvernorat de l’Hadramaout                       | Yémen              |       |